# الموت من الضحك

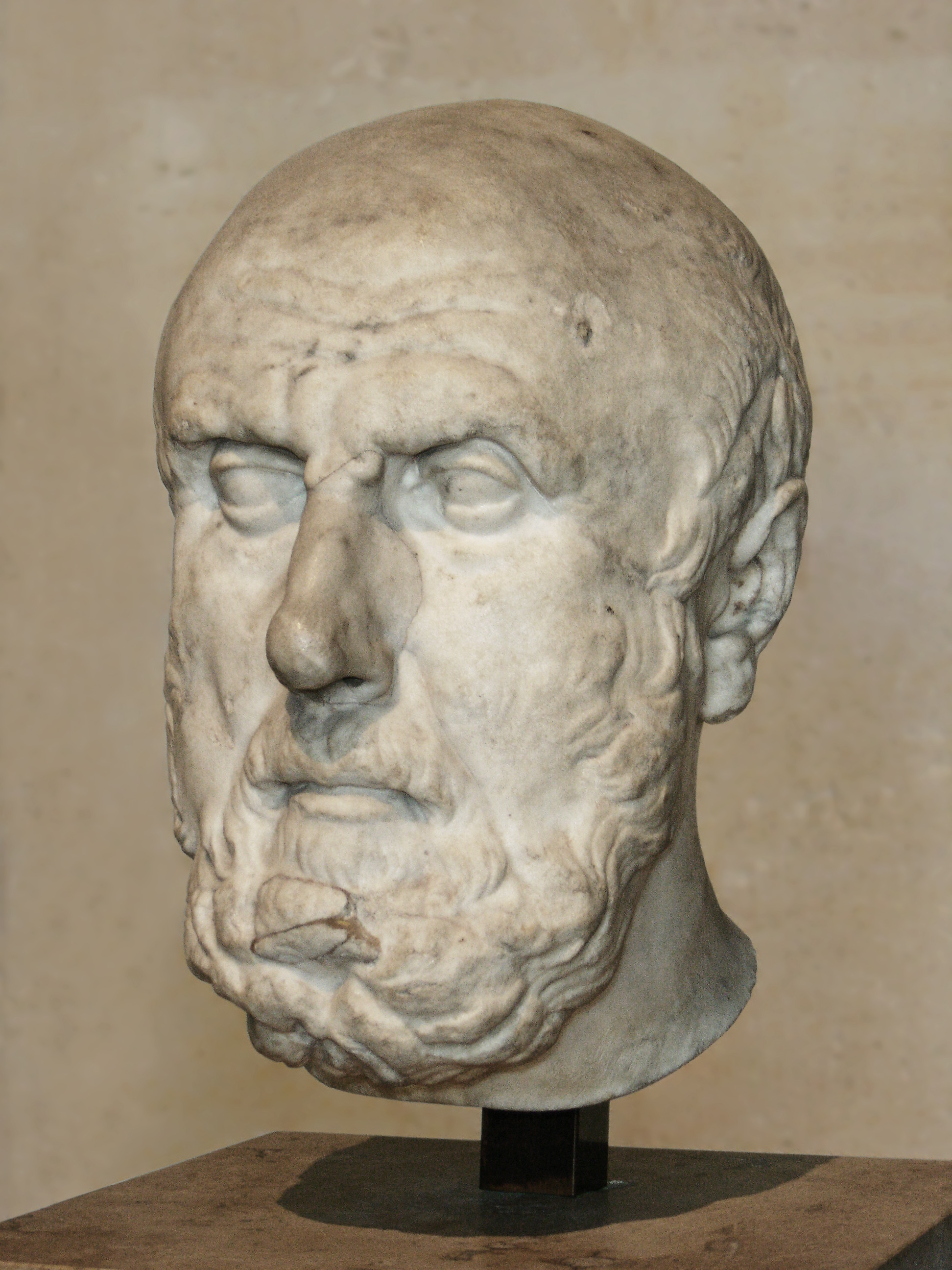
يُزعم أن كريسيبوس مات من الضحك بعد أن شاهد حمارًا يأكل التين.

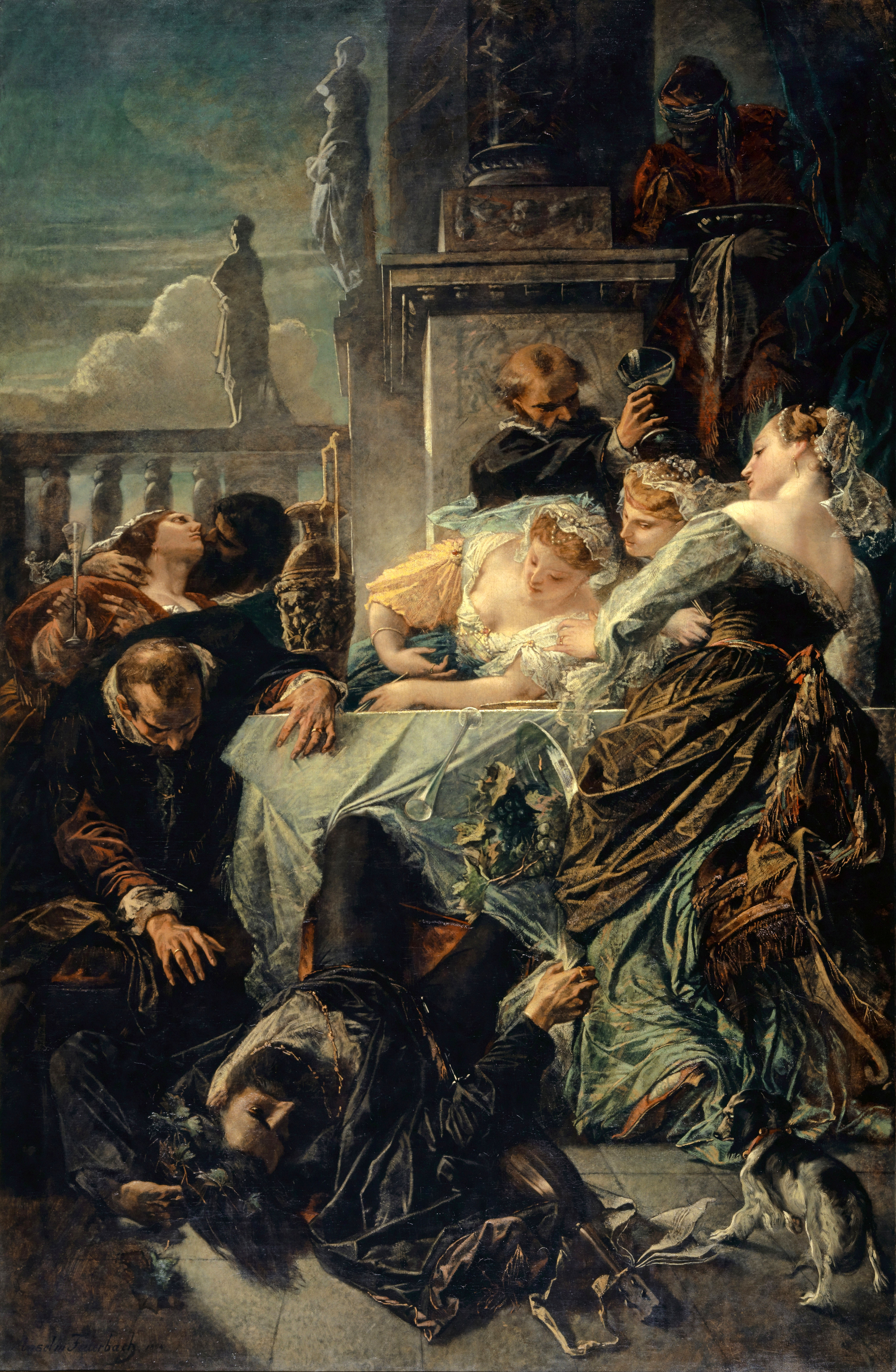
Der Tod des Dichters Pietro Aretino (موت الشاعر بيترو أريتينو) بقلم أنسيلم فيورباخ

يُفترض أن الموت بسبب الضحك هو شكل نادر للغاية من أشكال الموت، وعادة ما يكون ناتجًا عن سكتة قلبية أو اختناق ناتج عن نوبة من الضحك. سُجلت العديد من حالات الموت بالضحك من العصور اليونانية القديمة إلى العصر الحديث. في كثير من الأحيان، تُستخدام عبارة «الموت من الضحك» للمبالغة.

## الفيزيولوجيا المرضية
يمكن أن يحدث الموت في حالة الضحك الحميد عندما يسبب العديد من الأمراض ويمكن أن يتسبب احتشاء جسر فارول والبصلة السيسائية في الدماغ حالة الضحك المرضية. يؤدي الاختناق الناجم عن الضحك إلى توقف الجسم الناتج عن نقص الأكسجين.
يمكن أن يسبب الضحك الوهن والانهيار («إغماء خفيف»)،     والذي بدوره يمكن أن يسبب الصدمة. انظر أيضًا الإغماء الناجم عن الضحك، الجمدة، ومنعكس بيزولد ياريش. يمكن أن تكون النوبات الجلاستيكية ناتجة عن آفات مركزية في منطقة ما تحت المهاد. فبالاعتماد على حجم الآفة، يمكن أن تدل الحالة العاطفية على مرض حاد، وليست أن تكون سبباً للوفاة. كما ارتبط الإغماء الجلاستيكي بالمخيخ.

## الحالات البارزة
- يُقال إن زيوكس، وهو رسام يوناني من القرن الخامس قبل الميلاد، قد مات ضاحكاً على الطريقة الفكاهية التي رسم بها الإلهة أفروديت - بعد أن أصرت امرأة عجوز على تصميم الصورة.[9]
- خريسيبوس، المعروف أيضًا باسم «الرجل الذي مات من الضحك على النكتة الخاصة به»، هو فيلسوف يوناني رواقي من القرن الثالث قبل الميلاد مات ضحكًا بعد أن رأى حمارًا يأكل التين؛ وطلب من أحد العبيد إعطاء الحمار نبيذًا مركزاً ليغسلهم، ثم «بعد أن ضحك كثيرًا، مات» (ديوجانس اللايرتي 7.185) [10]
- في عام 1410، توفي الملك مارتن ملك أراغون بمزيج من عسر الهضم والضحك الذي لم يسيطر عليه بسبب نكتة رواها مهرج البلاط المفضل لديه.[11]
- في عام 1556، قيل إن بيترو أريتينو «مات اختناقًا من الضحك المفرط».[12]
- في عام 1660، قيل إن توماس أوركهارت، الأرستقراطي الاسكتلندي، الموسوعي، وأول مترجم لكتابات فرانسوا رابليه إلى الإنجليزية، قد مات ضاحكًا عند سماعه أن تشارلز الثاني قد تولى العرش.[13] [14]
- في 14 أكتوبر 1920، كان آرثر كوبكروفت البالغ من العمر 56 عامًا، مدرب كلاب من شارع لوفتوس، ليخاردت، أستراليا، يقرأ صحيفة عمرها خمس سنوات وكان مستمتعًا بأسعار بعض السلع في عام 1915 مقارنة بعام 1920. وقال لزوجته عن هذا الأمر، فضحك، ثم انهار ومات. وقاموا باستدعاء طبيب يدعى دكتور نيكسون، حيث ذكر أن الوفاة كانت بسبب قصور في القلب، ناتجة عن الضحك المفرط.[15] [16] [17] [18]
- في 24 مارس 1975، توفي Alex Mitchell، من King's Lynn، إنجلترا، ضاحكًا أثناء مشاهدة حلقة " Kung Fu Kapers " من The Goodies، والتي يظهر فيها رجلًا اسكتلنديًا من النقبة مع مزمار القربة وهو يقاتل أستاذ فنون القتال في لانكستر «Eckythump»، والذي كان مسلحًا بحلوى بودنغ سوداء. بعد 25 دقيقة من الضحك المتواصل، سقط ميتشل على الأريكة وتوفي بسبب قصور في القلب. وقامت أرملته في وقت لاحق بإرسال رسالة إلى The Goodies تشكرهم فيها على جعل لحظات ميتشل الأخيرة في الحياة ممتعة للغاية.[19] [20] [21] [22] يشير تشخيص حفيدة ميتشل في عام 2012 لإصابتها بمتلازمة QT الطويلة الموروثة (اضطراب ضربات القلب) إلى أن ميتشل ربما مات بسبب سكتة قلبية ناجمة عن نفس الحالة.[23]
- في عام 1989، أثناء التشغيل الأولي لفيلم A Fish Called Wanda، ورد أن عالم السمع الدنماركي البالغ من العمر 56 عامًا ويدعى Ole Bentzen ضحك حتى الموت.[24] [25]

## روابط خارجية
- «هل مات الناس يضحكون؟» Snopes.com. 2004.